# Anton Praetorius

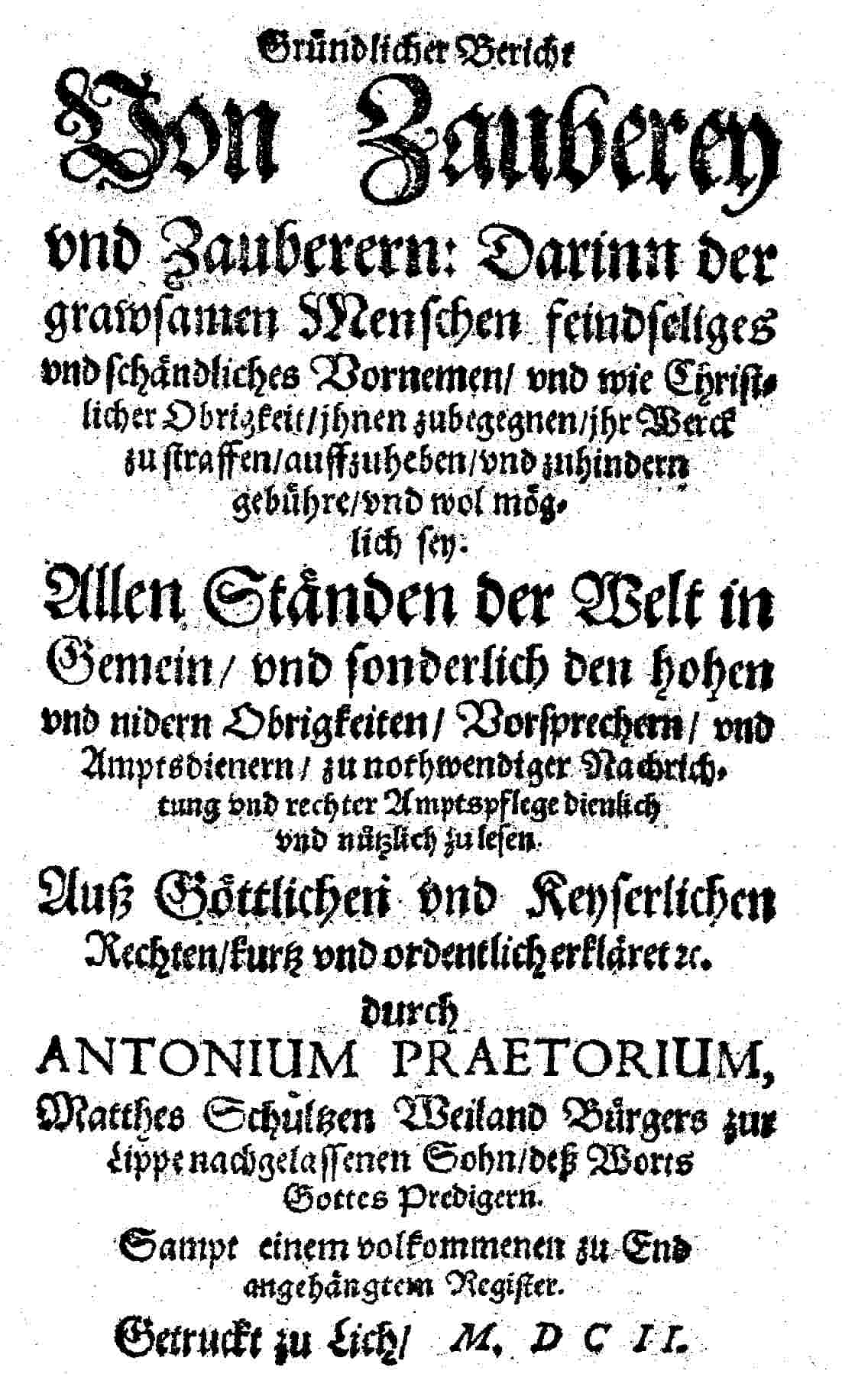
Strona tytułowa „Dokładnego sprawozdania...” 1602

Anton Praetorius (ur. 1560 w Lippstadt, zm. 6 grudnia 1613 w Laudenbach) – niemiecki pastor i teolog kalwiński, pisarz. Był przeciwnikiem procesów o czary i stosowania tortur, a także rzecznikiem demokratyzacji ustroju państwa.
Napisał pierwsze w historii dzieło przeciwko procesom o czary i torturze: „Dokładne sprawozdanie o czarodziejstwie i czarodziejach” (1598), wyprzedziło ono o 37 lat inne książki o tej tematyce.

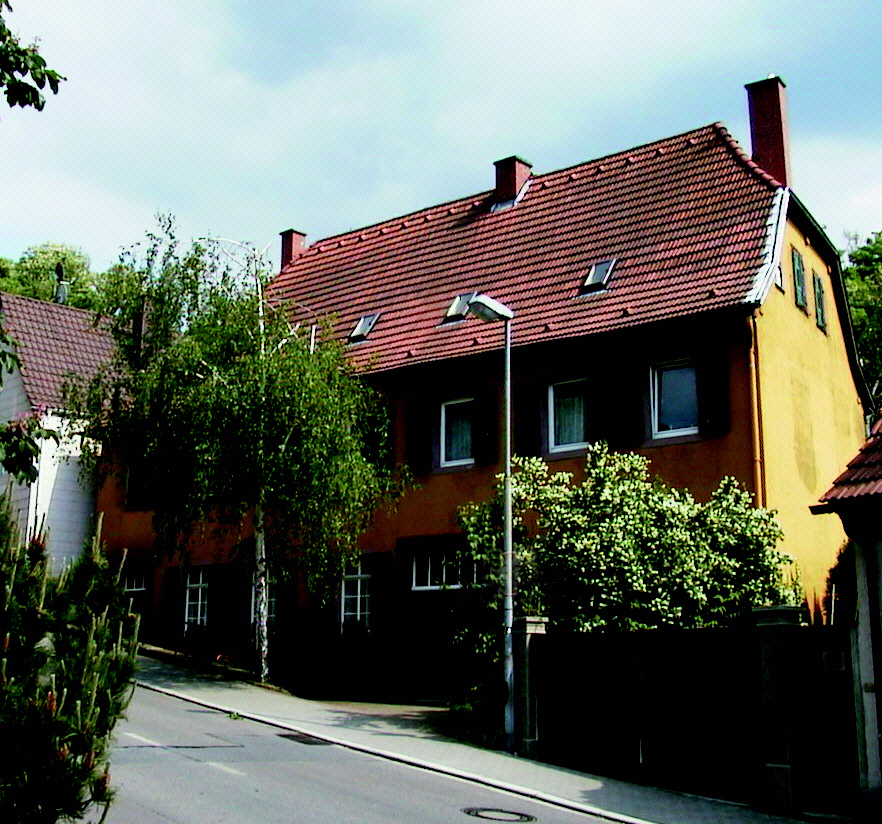
Dom Praetoriusa w Laudenbach

## Życiorys

### Zmiana wyznania
Urodził się w rodzinie luterańskiej. Jego prawdziwe nazwisko brzmiało „Schulze” (sołtys); w łacińskim tłumaczeniu: „Praetorius”. W wieku 13 lat był świadkiem torturowania i spalenia czarownic, co wywołało w nim głęboki szok psychiczny. Ożenił się w 1584, pracował jako nauczyciel w szkole łacińskiej w Kamen, gdzie wybrano go w 1586 rektorem. W następnym roku został pastorem w Wormacji. Od 1588 przeszedł na kalwinizm, który bardziej odpowiadał jego radykalnej wizji zaangażowanego chrześcijaństwa.

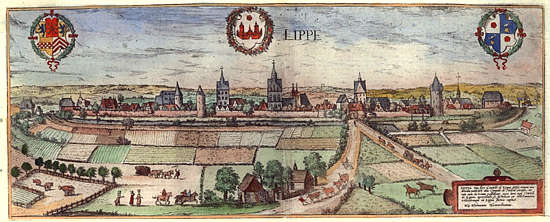
Lippstadt

### Teolog i propagator kalwinizmu
Został pierwszym kalwińskim duchownym w Dittelsheim, następnie w Offenbach am Main, pisał dzieła propagujące kalwinizm (np. „De Pii Magistratus Officio”). W roku 1596 został kaznodzieją na dworze książęcym w Birstein koło Frankfurtu nad Menem, jednak spotykał się z coraz większym oporem ze strony luteranów.
Jednocześnie tworzył dzieła teologiczne, służące umacnianiu kalwinizmu (np. „Katechizm”); w 1602 jego książka „De Sacrosanctis Sacramentis”, przeciwko transsubstancjacji wywołała masowe protesty ze strony luteranów i katolików; był nawet na krótko uwięziony. Bronił także doktryny o „podwójnej predestynacji”.

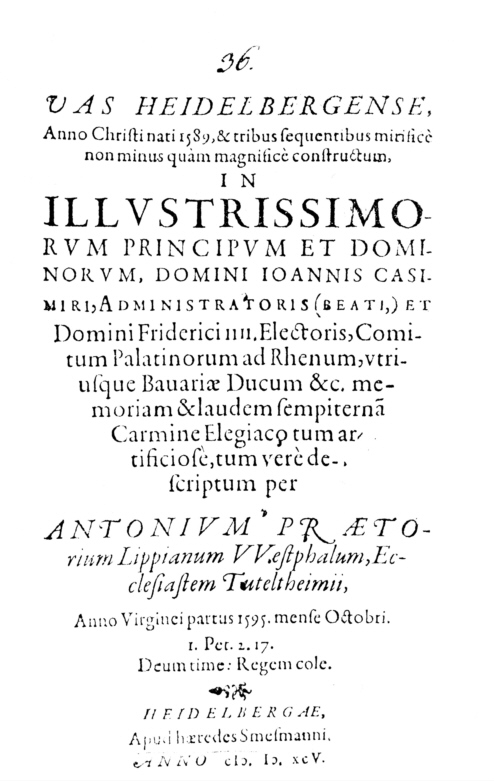
Strona tytułowa „Vas Heidelbergense”

### Przeciwnik procesów o czary i tortur
W Birstein, jako członek składu sędziowskiego, zaangażował się po raz pierwszy w 1597 w proces o czary, podczas którego bronił rzekomych 4 czarownic, udowadniając, że czary są tylko mitem, a oskarżone kobiety są niewinne. Udało mu się doprowadzić do uniewinnienia oskarżonych.
Podczas tego procesu zrozumiał, że jego misją jest obalenie szkodliwych przesądów, dotyczących czarownic. W tej działalności poparli go także inni pastorzy, m.in. Johannes Cisnerus i Johannes Adam; udowadniali oni, że podczas śledztwa torturami wymusza się od niewinnych ludzi fałszywe przyznanie się do czarnoksięstwa.
Praetorius domagał się weryfikacji poglądów Jana Kalwina i Marcina Lutra, dotyczących rzekomej szkodliwości czarownic, wskazując, iż są one bezpodstawne i sprzeczne z „wszechmocą Boga”. Jego zdaniem Bóg sam ukarał by czarownice, gdyby naprawdę istniały, niepotrzebne by były wyroki sądów. Podkreślał, że wiara w istnienie czarów jest jednocześnie wiarą w moc szatana, zrównywaną w ten sposób z potęgą Boga (co stanowi herezję). Wskazywał, iż „łaska Boża” mocniejsza jest niż jakiekolwiek domniemane „podstępy diabelskie”.
Jako kaznodzieja wygłaszał płomienne kazania przeciwko stosowaniu tortur. Jego zaangażowanie dla tej sprawy spowodowało, iż zwolniono go ze stanowiska pastora i musiał przenieść się do Laudenbach, gdzie rozpoczął pisanie dzieł przeciwko procesom o czary i torturom: jego najbardziej znaczące dzieło: „Dokładne sprawozdanie o czarodziejstwie i czarodziejach” (1598) (opublikowane pod pseudonimem), wyprzedziło o 37 lat inne podobne książki (np. Johann Matthäus Meyfart „Christliche Erinnerung, An Gewaltige Regenten, und Gewissenhaffte Praedicanten...”, Friedrich Spee „Cautio criminalis”). W 1602 i 1613 ukazały się kolejne wznowienia tego dzieła Praetoriusa, tym razem pod jego prawdziwym nazwiskiem. Stracił wszystkich bliskich: umarły jego 3 kolejne żony i 11 jego dzieci. Tylko jeden syn Johannes dożył do wieku 28 lat.
Opowiadał się za całkowitym zakazem tortur, jako sprzecznych z naukami chrześcijaństwa i bezsensownych, bo prowadzących do fałszywych wyznań winy.

### Rzecznik demokratyzacji państwa
Krytykował ówczesny ustrój państwowy jako tyranię, sprzeczną z „prawem bożym”. Nawoływał, aby rządzący kierowali się naukami Biblii i miłosierdziem, szczególnie w przypadku wymiaru sprawiedliwości. Zarzucał prawnikom brak etyki i groził im „karą bożą”. Jego zdaniem wyrok powinien się opierać na zeznaniach co najmniej 2-3 świadków. Sprzeciwiał się nadużywaniu przez władze kary śmierci, uważał, że należy ją stosować tylko w nielicznych, ściśle określonych przypadkach, np. trucicieli.

## Najważniejsze dzieła
- Vas Heidelbergense (1595) (Wielka Beczka w zamku Heidelberg)
- De pii magistratus officio (1596) (O pobożnym sprawowaniu urzędów)
- Katechismus (1597)
- Gründlicher Bericht von Zauberey und Zauberern (Dokładne sprawozdanie o czarodziejstwie i czarodziejach), wydanie pierwsze pod pseudonimem: „Joannes Scultetus” 1598, kolejne wydania: 1613 i 1629.
- De Sacrosanctis Sacramentis novi foederis Jesu Christi (1602) (O najświętszym sakramencie ustanowionym przez Jezusa Chrystusa).